# 必須アミノ酸
必須アミノ酸（ひっすアミノさん、Essential amino acid、EAA）とは、タンパク質を構成するアミノ酸のうち、その動物の体内で充分な量を合成できず栄養分として摂取しなければならないアミノ酸のこと。必要アミノ酸、不可欠アミノ酸とも言う。

## ヒトの必須アミノ酸
ヒトでは、一般に次の8種ないしヒスチジンを追加した9種類が必須アミノ酸に含まれる。『トロリーバス不明』と言う覚え方がある（ただしトレオニンを旧来の呼称スレオニンとする）。
- トリプトファン
- ロイシン
- リシン
- バリン
- トレオニン（スレオニン）
- フェニルアラニン
- メチオニン
- イソロイシン

必須アミノ酸は、いずれもL-型で有効ではあるが、体内ではアミノ酸オキシダーゼ (EC 1.4.3.3) とアミノトランスフェラーゼ（EC 2.6.1群）の作用により、D-型とL-型の相互変換が可能なため、D-型のアミノ酸でもよい（リシンとトレオニンを除く）。また、相当するαケト酸やαヒドロキシ酸で代替できるものもある。
ヒスチジンの生合成は、ホスホリボシルATPから、4段階の反応を経てイミダゾールグリセロールリン酸となり、さらにこれが5段階の反応を経てヒスチジンとなる経路であるが、この経路ではグルタミンを途中原料として消費し、ヒスチジン1 molを生成するために42 molのATPを消費する。従ってヒスチジンはヒト体内での生合成が遅いため、FAOやWHOは1985年にこれを必須アミノ酸と位置付けている。また急速な発育をする幼児にあっては生合成だけでは不足する可能性があるため、食事で供給することが望ましいアミノ酸である。
またアルギニンも体内で合成され、成人では非必須アミノ酸ではあるが、成長の早い乳幼児期では、体内での合成量が充分でなく不足しやすいため、アルギニンとヒスチジンは準必須アミノ酸と呼ばれる。同様の理由から、システインとチロシンも準必須アミノ酸として扱われる場合もある。準必須アミノ酸も必須アミノ酸として扱われることが多い。また逆に、これら準必須アミノ酸と対比するため、前出の9種（もしくはヒスチジンを除いた8種）のアミノ酸を完全必須アミノ酸と呼ぶこともある。

## 推奨摂取量
WHOによる必須アミノ酸の成人向け１日当たり推奨摂取量を以下に示す。
| 必須アミノ酸                | 体重1kg当たり(mg)   | 体重40kg当たり(mg) | 体重50kg当たり(mg) | 体重60kg当たり(mg) | 体重70 kg当たり(mg) | 体重100 kg当たり(mg) |
| --------------------------- | ------------------- | ------------------ | ------------------ | ------------------ | ------------------- | -------------------- |
| イソロイシン                | 20                  | 800                | 1000               | 1200               | 1400                | 2000                 |
| ロイシン                    | 39                  | 1560               | 1950               | 2340               | 2730                | 3900                 |
| リジン                      | 30                  | 1200               | 1500               | 1800               | 2100                | 3000                 |
| メチオニン + システイン     | 10.4 + 4.1 (合計15) | 600                | 750                | 900                | 1050                | 1500                 |
| フェニルアラニン + チロシン | 25 (合計)           | 1000               | 1250               | 1500               | 1750                | 2500                 |
| トレオニン                  | 15                  | 600                | 750                | 900                | 1050                | 1500                 |
| トリプトファン              | 4                   | 160                | 200                | 240                | 280                 | 400                  |
| バリン                      | 26                  | 1040               | 1300               | 1560               | 1820                | 2600                 |
| ヒスチジン                  | 10                  | 400                | 500                | 600                | 700                 | 1000                 |

※3歳以上の子供向けでは成人向け摂取量より10%〜20%ほど多くなり、0歳児では成人向け摂取量より150%ほど高くなる。

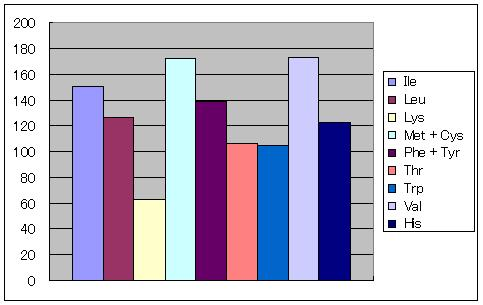
白米のアミノ酸スコア

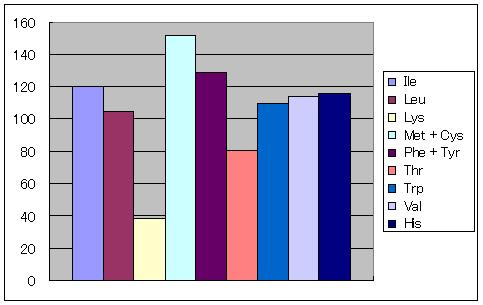
小麦粉のアミノ酸スコア

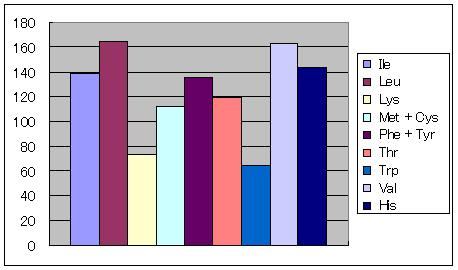
トウモロコシのアミノ酸スコア

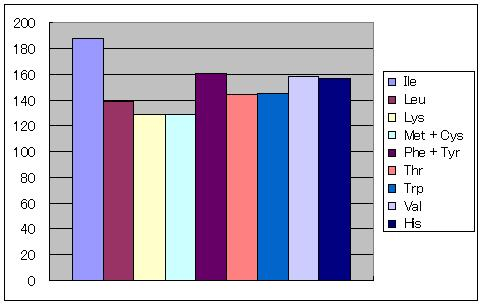
ダイズのアミノ酸スコア

## アミノ酸の桶
必須アミノ酸は全種類をバランスよく摂取しないと有効利用されない。これについては｢アミノ酸の桶」という例をあげて説明されることが多い。つまり9種類のうち、一番含有量の少ないアミノ酸を一番背の低い桶板に例えて､いくら満杯にしようとしてもそこから水が流れてしまう＝アミノ酸の含有バランスが悪い、という事になる。必須アミノ酸をバランスよく含む食物ほどスコアが高いと表現される。食品単体ではなく、食事という視点からでは1日のうちの食品中のアミノ酸を合計したものでバランスがとれればよい。そのため、単体ではバランスの悪い穀物と豆も、その組み合わせでバランスがよくなる。なぜなら、穀物はトリプトファン、メチオニンが多く、豆はイソロイシン、リジンが多いため互いに補いあうことができるからである。

## アミノ酸スコアとその種類
日本で使われてきた必須アミノ酸のバランスを示すスコアは3種類ある。1957年のプロテインスコア、アミノ酸スコアの1973年版、同じくアミノ酸スコアの1985年版、である。
プロテインスコアは、1957年にFAOがたんぱく質必要量の国際的基準として最初に発表したもので、幾度もの修正が加えられる前の古いスコアである。
アミノ酸スコアは、1973年にWHOとFAOが発表したものである。日本では1982年（昭和57年）の『日本食品標準成分表』の四訂で採用されている。アミノ酸スコア1985年版は WHO/FAO/UNUの3者が発表したもので、1989年にFAO/WHO合同専門家会議により1985年版のスコアが妥当であるとされ現在広く用いられている。2000年の『日本食品標準成分表』の五訂もこれを採用している。1973年版と1985年版との大きな違いは、大豆のアミノ酸スコアを前者は86、後者は100としていることである。
アメリカのFDAではさらに消化吸収率を考慮したPDCAASが採用されている。

## 動物の必須アミノ酸
動物の種類によって必須アミノ酸の種類は異なっている。例えば、
- ネコにはタウリンを合成する酵素の活性が極めて弱いため、タウリンも必須栄養素となっている。
- 成熟ラットやイヌでは、人の必須アミノ酸9種にアルギニンを加えた10種。
- トリでは、人の必須アミノ酸9種にグリシンを加えた10種。
- 魚では、人の必須アミノ酸9種にアルギニンを加えた10種と知られていたが、近年タウリンも必須栄養素であることが分かった。